# Когулбаев, Олжабай
Олжаба́й Когулба́ев (10 октября 1908, село Диевка, Тургайская область — 1988) — старший чабан совхоза «Сулукольский» Семиозёрного района Кустанайской области, Казахская ССР. Герой Социалистического Труда (1966). Заслуженный чабан Казахской ССР.

## Биография
Родился в 1908 году в крестьянской семье в селе Диевка (ныне — Мырзаколь Костанайской области). Трудился чабаном, старшим чабаном в овцеводческом совхозе «Сулукольский» имени XXIII съезда КПСС Семиозёрного района. Занимался выращиванием овец породы североказахский меринос сулукольского типа.
Досрочно выполнил задания семилетки (1959—1966) по выращиванию овец. Указом Президиума Верховного Совета СССР от 22 марта 1966 года удостоен звания Героя Социалистического Труда с вручением ордена Ленина и золотой медали «Серп и Молот».
Скончался в 1988 году.